# Përmet
Përmet è un comune albanese situato nella prefettura di Argirocastro.
In seguito alla riforma amministrativa del 2015, a Përmet sono stati accorpati i comuni di Çarshovë, Frashër, Petran e Qendër Piskovë portando la popolazione complessiva a 10 614 abitanti (dato del censimento 2011).

## Geografia
Il centro abitato di Përmet si trova in una vallata sulle sponde del fiume Voiussa da cui prende il nome anche la vallata. Alle spalle della città si eleva il rilievo del monte Mali i Dhëmbelit (2080 m s.l.m.).